# Социальная инженерия (социология)
Социа́льная инжене́рия — целенаправленное эволюционное формирование специфичного группового социального поведения, практическая деятельность по преобразованию всех аспектов общественной жизни для успешной адаптации к изменяющимся условиям реальности, научно и технически обоснованное регулирующее действие в сфере социальных отношений.
Согласно кандидату философских наук А. В. Веселову, социальная инженерия — «междисциплинарная научно-практическая деятельность субъекта, связанная с формированием и преобразованием социальных систем различного уровня сложности».

## История
Во второй половине XIX — начале ХХ-го веков стало ясно, что при достижении массовой грамотности средства массовой информации могут внедрять в сознание людей любую идеологию, побуждающую к действию. Во время Первой мировой войны обострилась нужда правительств в новых методиках управления гражданами. Затем социальная инженерия продолжала использоваться и в мирное время на разных уровнях. В частности, менеджеры искали новые стимулы для организации сложного высокопроизводительного труда. В США Э. Мейо в 1924—1932 годах провёл знаменитый Хоторнский эксперимент на фабрике «Вестерн Электрикс». Во время Второй мировой войны Мейо возглавил группу Комиссии по военному производству при правительстве США, внедрявшей методики общественных наук в производство для сокращения текучести кадров и повышения производительности труда.
В СССР «научной организацией труда» занимался Центральный институт труда под руководством А. К. Гастева.
У властей многих стран возник соблазн использовать научные разработки для формирования человеческих потребностей, интересов и ценностей с детства, тем самым предопределяя ход развития общества на много лет вперед в нужном им направлении.
Методы социальной инженерии в XX веке активно использовали тоталитарные режимы.
В западной социологии социоинженерная деятельность была подробно рассмотрена К. Поппером в работах «Нищета историцизма» (1945) и «Открытое общество» (1945). Социальную инженерию он рассматривал как совокупность подходов прикладной социологии, направленных на рациональное изменение социальных систем на основе фундаментальных знаний об обществе и предсказании возможных результатов преобразований.

## Процедуры
Современный социоинженерный подход позволяет изменить социальную действительность на основе методов планирования, программирования, предвидения и прогнозирования. Социоинженерная деятельность включает в себя следующие процедуры:
- оценка состояния объекта социоинженерной деятельности;
- прогнозирование наиболее вероятных вариантов развития внутренней и внешней среды объекта прогноза;
- моделирование будущего состояния объекта исследования с использованием математических, кибернетических, прогностических и других методов;
- разработка социального проекта нового состояния исследуемого объекта;
- социальное планирование в соответствии с социальным проектом;
- осуществление проекта с помощью инновационных социальных технологий.

## Объект социальной инженерии
В качестве объектов социальной инженерии выступают три основных типа социальных систем, отличающиеся друг от друга различным уровнем сложности и образующих три уровня социальной инженерии:
— Макроуровень — сложные саморазвивающиеся социальные системы, для которых характерна сложность выделения искусственных социальных процессов, отчего они рассматриваются как вариант естественных, а также тесное переплетение вертикальных и горизонтальных связей (общество в целом, его отдельные подсистемы, социальные институты и т. п.);
— Мезоуровень — сложные саморегулирующиеся социальные системы, в которых присутствуют как искусственные, так и естественные социальные процессы, вертикальные и горизонтальные связи (неформальные организации, политические партии, движения, крупные организации, предприятия);
— Микроуровень — простые социальные системы, в которых преобладают искусственные социальные процессы, жесткие вертикальные связи системы (формальные организации, небольшие предприятия, малые социальные группы, собранные ради достижения какой-либо цели и т. д.).

## Парадигмы
- Утопическая — характеризуется построением идеальных концепций общественного устройства;
- Научно-прикладная — постулированные наличия социоинженерной деятельности как промежуточного звена между объектом и субъектом социальной инженерии. Исходя из этого начинается теоретическое осознание социальной инженерии как вида социально-преобразовательной деятельности;
- Синергетическая — признание обязательного учета ценностного фактора в социоинженерной деятельности. Это связано с тем, что субъектом социальной инженерии осуществляется необходимая селекция процессов, на которые будет происходить его целенаправленное действие. Субъект социальной инженерии, воздействуя на социальную систему в целом, непосредственно имеет дело лишь с некоторыми особо важными в его деятельности социальными процессами.

Парадигмы социальной инженерии, с одной стороны, выражают историческую последовательность в развитии теоретических представлений о социальной инженерии, а с другой, — сосуществуют и взаимодействуют в рамках современной эпохи как специализированные способы социоинженерных разработок в зависимости от характера исследуемых конкретных социальных систем.

## Направления
Современная отечественная социальная инженерия развивается по следующим направлениям:
- социетальное — строительство социальных институтов: государственное строительство, создание модернизированной системы образования, здравоохранения и т. п.;
- региональное — формирование региональных сообществ;
- муниципальное — формирование местных сообществ;
- организационное — строительство организаций;
- направление групповой инженерии — формирование целевых групп и команд.